# Хауслайтен
Хауслайтен (нем. Hausleiten) — ярмарочная коммуна (нем. Marktgemeinde) в Австрии, в федеральной земле Нижняя Австрия. 
Входит в состав округа Корнойбург.  Население составляет 3022 человека (на 31 декабря 2005 года). Занимает площадь 61,03 км². Официальный код  —  31208.

## Политическая ситуация
Бургомистр коммуны — Отто Рутнер (АНП) по результатам выборов 2010 года.
Совет представителей коммуны (нем. Gemeinderat) состоит из 21 места.
- АНП занимает 12 мест.
- Местный список занимает 5 мест.
- СДПА занимает 3 места.
- АПС занимает 1 место.